# Sanctuary (mangá)
Sanctuary (サンクチュアリ) é um mangá policial escrito por Sho Fumimura, famoso por Hokuto no Ken, mangá inspirado nos filmes da série Mad Max, e ilustrado por Ryoichi Ikegami, o mesmo de Crying Freeman e Mai, a Garota Sensitiva. Sanctuary narra a história de Akira Hojo e Chiaki Asami, dois amigos que sobreviveram juntos à guerra no Camboja. Ao retornarem ao Japão, eles encontram um país de pessoas acomodadas e pouco preocupadas com o futuro. Os dois fazem um pacto: dominar o Japão e transformar o país no seu santuário particular. Para isso eles seguem caminhos diferentes: Hojo se une à Yakuza e Asami entra para a política.
O mangá é uma combinação entre história policial e thriller político combinado com a força dos personagens e de suas convicções.
A editora Conrad tinha parado a publicação no número 5, lançado em fevereiro de 2007, mas retornou com o número 6 em abril de 2008.
Foi nomeado para o Harvey Award de 1995 como Melhor Edição Americana de Material Estrangeiro.